# Podalia vicina
Podalia vicina is een vlinder uit de familie van de Megalopygidae. De wetenschappelijke naam van de soort is voor het eerst geldig gepubliceerd in 1926 door Hopp.